# Nina Timofejeva

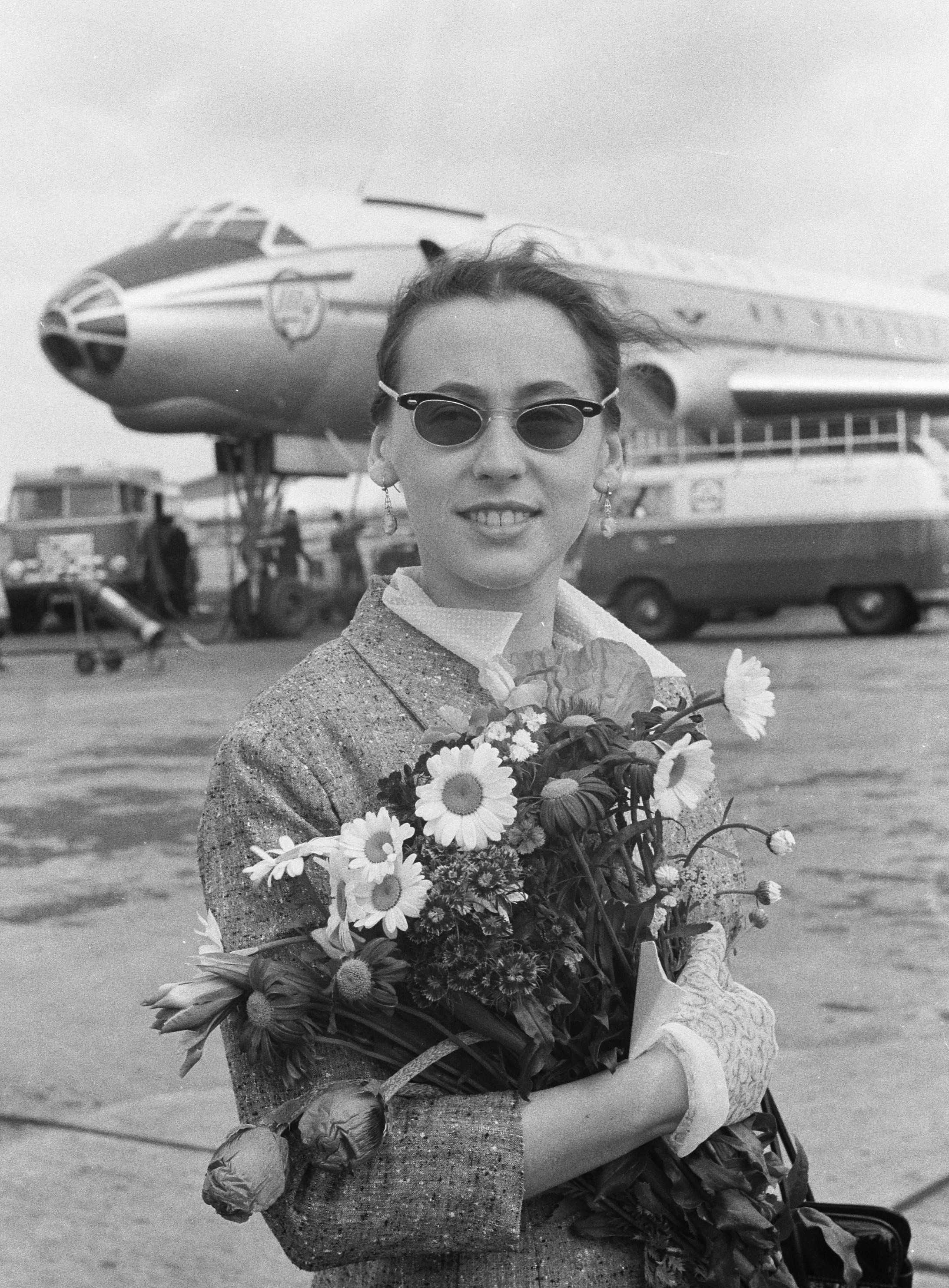
Nina Timofejeva op Schiphol, 1960

Nina Vladimirovna Timofejeva (Russisch: Нина Владимировна Тимофеева) (Leningrad,  11 juni 1935 – Jeruzalem, 3 november 2014) was een Russische ballerina.
Timofejeva volgde een opleiding aan de Vaganova balletacademie waar ze in 1953 afstudeerde. Haar theaterdebuut was nog tijdens haar studie, in 1951, toen zo optrad in de rol van Masja in Tsjaikovski’s Notenkraker. Van 1953 tot 1956 was ze soloiste bij het Mariinskiballet in Sint-Petersburg, waarna ze soloist werd bij het Bolsjoj Ballet in Moskou. Belangrijke rollen die ze daar speelde waren onder meer:
- Odette-Odile in Tsjaikovski’s Zwanenmeer (1956, 1970)
- Kitri in Minkus’ Don Quixote (1959)
- Vrouwe van de Koperberg in Prokofjevs Het sprookje van de stenen bloem (1959)
- Aurora (1964) en Lilac Fairy (1977) in Tsjaikovski’s Doornroosje (1964)
- Mechmene-Banoe in Malikovs Legende der Liefde (1965)
- Leili in Balasanians Leili en Medzjnoen (1965)
- Frigina (1958) en Aegina (1968) in Chatsjatoerjans Spartacus
- Lady Macbeth in Moltsjanovs Macbeth (1980)

Timofejeva was getrouwd met componist Kirill Moltsjanov (1922–1982) die ook de muziek voor enkele van haar balletten componeerde. In de periode 1989–91 was ze choreografe voor het Bolsjojtheater. In 1991 emigreerde ze naar Israël.